# 효령면
효령면(孝令面)은 대한민국 대구광역시 군위군 남서부의 면이다. 넓이는 98.47km2이고, 인구는 2012년 기준으로 4,247명이다. 부계면 및 칠곡군 가산면과 접한다.

## 연혁
- 신라시대 : 모혜현(芼兮縣)에 속했다.
- 신라 경덕왕 16년(757년) : 효령현(孝令縣)으로 호칭하고 숭선군(崇善郡)에 영속.
- 고려 현종 9년(1018년) : 상주군(尙州郡)에 영속되었다가 고려 인종 때 다시 일선현(一善縣)에 속함.
- 고려 공양왕 2년(1390년) : 군위군(軍威郡)으로 편입함.
- 1914년 : 중리면(中里面 현 병수1리(現 竝水1里))과 효령면(孝令面 현 장기3리(現 場基3里))을 합쳐 효령면(孝令面)으로 호칭하고 면사무소를 중구리(中九里)로 이전함.
- 1983년 2월 15일 : 행정구역 개편으로 부계면 일부(고곡(高谷), 매곡(梅谷))를 편입함.
- 1996년 3월 13일 : 행정구역 변경으로 고곡1리를 고곡1,3리로 분리.
- 2023년 7월 1일: 경상북도에서 대구광역시로 편입됨.

## 행정 구역
- 노행리(老杏里)
- 오천리(梧川里)
- 성리(城里)
- 병수리(竝水里)
- 불로리(不老里)
- 내리리(內梨里)
- 중구리(中九里): 행정복지센터 소재지.
- 거매리(巨梅里)
- 장군리(將軍里)
- 장기리(場基里)
- 금매리(錦梅里)
- 화계리(花溪里)
- 마시리(馬嘶里)
- 매곡리(梅谷里)
- 고곡리(高谷里)

## 교육
- 대구효령초등학교 (중구리)
- 대구고매초등학교 (고곡리)
- 장군초등학교 (폐교) - 효령면 경북대로 2228 (장군리)
- 효령중학교 (장군리)
- 효령고등학교 (장군리)
- 경북농민사관학교 (화계리)